# 苻锦
苻锦（？—385年），前秦公主，壮烈天王（世祖宣昭帝）苻坚的女儿。
385年，迫在西燕皇帝慕容冲的攻势下，苻坚带着宠妃张氏、幼子苻詵和两个女儿苻宝、苻锦，撤出长安，逃到五将山（今陕西西安西北岐山县东北），被后秦国王姚苌擒获，把他们在新平佛寺（今彬縣南靜光寺）里囚禁。姚苌索要传国玉玺，逼迫苻坚讓位，苻堅堅決不允，并说传国玉玺已经被送到东晋。姚苌遂逼令他自縊。苻堅怕女兒落入姚苌之手，于是先亲手殺死了兩個女兒苻寶、苻錦，然后自缢。張氏和苻詵随后自殺。